# Arrêts Factortame
L’Affaire Factortame (mars 1989 - novembre 2000) est une affaire judiciaire - liée à la Politique commune de la pêche - qui a abouti à plusieurs jugements rendus sur une dizaine d’années. Elle conduit à une série de décisions importantes en droit de l’Union européenne et en droit constitutionnel du Royaume-Uni. Les arrêts de la Cour de justice des Communautés européennes (CJCE) confirmèrent le principe de primauté du droit de l’Union européenne sur les droits nationaux. Les deux arrêts les plus importants furent prononcés en 1990 et 1991 et sont respectivement connus sous le nom de « Factortame I » et « Factortame II ».
En 1988, le gouvernement britannique restreint l'accès aux eaux britanniques aux bateaux de pêche d'autres pays. La cour de justice de l'Union européenne considère qu'il s'agit d'une violation des libertés de mouvement, des capitaux et d'établissement. Cet arrêt est une importante source d'euroscepticisme au Royaume-Uni.

## Sources
- (en) Cet article est partiellement ou en totalité issu de l’article de Wikipédia en anglais intitulé « Factortame litigation » (voir la liste des auteurs).

1. ↑  (en) Catherine Baksi, « Landmarks in law: the 90s fishing case that stoked UK Euroscepticism », sur theguardian.com, 29 mars 2019.